# アフマド・マゴメドフ
アフマド・マゴメドフ（Ahmad Magomedov、2000年5月12日 - ）は、ロシアの男性総合格闘家。ロシアのダゲスタン共和国出身。KHK DAGESTAN所属。

## 来歴
ダゲスタン共和国に生まれ、6歳からサンボを始める
サンボでは約8年間、試合に出続けて80試合以上を経験。
その後にサンボのロシア国内王者となり、レスリングやブラジリアン柔術などの格闘術も習い始める。
その後、総合格闘技（MMA）に転向。公式記録には含まれていないが、総合格闘技でも若くしてMMAの地方大会などで優勝するなどの実績を残している。

## ACA
2019年1月26日、プロデビュー戦となるACA 91: Agujev vs. Silvérioでムハンマド・ロマエフと対戦し、1R KO勝利。以降、現在に至るまでACAで15連勝を飾り、ライト級部門のダゲスタン期待の新星として注目を浴びるようになる。

## 戦績

### 総合格闘技
| 総合格闘技 戦績 | 総合格闘技 戦績 | 総合格闘技 戦績 | 総合格闘技 戦績 | 総合格闘技 戦績 | 総合格闘技 戦績 | 総合格闘技 戦績 |
| --------------- | --------------- | --------------- | --------------- | --------------- | --------------- | --------------- |
| 15 試合         | (T)KO           | 一本            | 判定            | その他          | 引き分け        | 無効試合        |
| 15 勝           | 8               | 7               | 0               | 0               | 0               | 0               |
| 0 敗            | 0               | 0               | 0               | 0               | 0               | 0               |

| 勝敗 | 対戦相手                     | 試合結果                             | 大会名  | 開催年月日     |
| ○    | エフゲニー・マルコメンコ     | 1R 2:00 TKO (パウンド)               | ACA 185 | 2024年5月17日  |
| ○    | アレクサンドル・コルミルキン | 1R 3:00 リアネイキッドチョーク       | ACA 175 | 2023年11月3日  |
| ○    | ウラジミール・マゴヤン       | 2R 3:17 キムラロック                 | ACA 167 | 2023年5月19日  |
| ○    | マンスール・ナシャエフ       | 1R 2:16 TKO（左フック→パウンド）     | ACA 159 | 2022年12月16日 |
| ○    | アーノル・グリゴリアン       | 3R 2:11 腕十字固め                   | ACA 154 | 2022年9月9日   |
| ○    | マゴメド・イブラヒモフ       | 2R 3:29 TKO (パウンド)               | ACA 148 | 2022年3月27日  |
| ○    | ウスマン・シャゲダン         | 3R 1:40 ダースチョーク               | ACA 145 | 2022年1月28日  |
| ○    | バティル・シャルハノフ       | 1R 1:40 TKO (パウンド)               | ACA 137 | 2021年8月28日  |
| ○    | イスラエル・ノジモフ         | 2R 3:42 TKO (グラウンドパンチ)       | ACA 130 | 2021年3月26日  |
| ○    | ホセ・ルフィーノ             | 1R 4:44 チョークスリーパー           | ACA 122 | 2020年11月26日 |
| ○    | マゴメド・ベクトフ           | 1R 3:20 アナコンダチョーク           | ACA 117 | 2020年8月20日  |
| ○    | シェルゾディ・サドゥロ       | 2R 3:29 リアネイキッドチョーク       | ACA 105 | 2020年3月6日   |
| ○    | イスマエル・サモラ           | 1R 2:59 TKO（左三日月蹴り→パウンド） | ACA 101 | 2019年11月15日 |
| ○    | ウスマン・ウマロフ           | 2R 0:52 TKO（グラウンドパンチ）      | ACA 93  | 2019年3月16日  |
| ○    | ムハンマド・ロマエフ         | 1R 1:05 TKO（パウンド）              | ACA 91  | 2019年1月26日  |